# Panjang
Panjang (indonesisch Pulau Panjang) ist eine der indonesischen Gorominseln, die zu den Molukken gehören.

## Geographie
Panjang ist die kleinste der Gorominseln und liegt im Nordwesten der Inselgruppe. Östlich liegt die Insel Gorom, südlich die Nachbarinsel Manawoka. Weiter südlich befinden sich die Watubela-Inseln und ungefähr 40 km nordwestlich Seram mit ein paar ihr vorgelagerten, kleinen Inseln.
Auf Panjang befindet sich der Ort Wisalem.
Die Insel bildet den Desa (Dorf) Pulau Panjang mit 1.913 Einwohnern. Als Teil des Subdistrikts (Kecamatan) Pulau Gorom gehört Panjang zum Regierungsbezirk (Kabupaten) Ostseram (Seram Bagian Timur) der Provinz Maluku.

## Bevölkerung
Traditionell wird auf Panjang die austronesische Sprache Geser-Gorom gesprochen, das auch an der Südostspitze Serams und den kleinen Inseln zwischen Seram und den Gorominseln gesprochen wird.